# مارکهام (انتاریو)
مارکام (انتاریو) (به انگلیسی: Markham, Ontario) یک شهر در کانادا است که در Regional Municipality of York واقع شده‌است.

## خصوصیات
مارکام ۲۱۲٫۵۸ کیلومترمربع مساحت و ۳۰۱٬۷۰۹ نفر جمعیت دارد و ۲۰۰ متر بالاتر از سطح دریا واقع شده‌است.

## خواهرخوانده
شهرهای نوردلینگن و کری، کارولینای شمالی خواهرخوانده‌های مارکام (انتاریو) هستند.